# Fish Rising
Fish Rising ist das erste Soloalbum des englischen Gitarristen Steve Hillage. Es erschien im Jahr 1975 bei Virgin Records.

## Entstehung und Veröffentlichung
Die Zeit der Radio Gnome Trilogy bei Gong war eine produktive und turbulente: Es entstanden drei Alben, eine Tour fand statt und es gab mehrere Besetzungswechsel, u. a. kam Steve Hillages Partnerin Miquette Giraudy 1974 hinzu, und Gong-Gründer Daevid Allen verließ 1975 die Band. Da hatte Gitarrist Steve Hillage bereits mit mehreren Gong-Mitgliedern (Giraudy, Mike Howlett, Tim Blake, Didier Malherbe, Pierre Moerlen) Aufnahmen an seinem Solodebüt begonnen, das Material stammte z. T. noch aus seiner Zeit bei Khan. Mit David L. Stewart und Lindsay Cooper waren zwei weitere Musiker aus der damaligen Canterbury-Szene beteiligt. Nach der Veröffentlichung von Fish Rising verließen auch Hillage und Giraudy Gong, um seine Solokarriere weiter voranzutreiben. Eine CD-Fassung des Albums kam erstmals 1990 auf den Markt, die remasterte Version von 2007 enthielt Bonus-Titel.

## Titelliste

### Seite 1
1. Solar Musick Suite – 16:55
  1. Sun Song (I Love Its Holy Mystery) – 6:15
  2. Canterbury Sunrise – 3:25
  3. Hiram Afterglid Meets the Dervish – 4:05
  4. Sun Song (reprise) – 3:10
2. Fish – 1:23
3. Meditation of the Snake – 3:10

### Seite 2
1. The Salmon Song – 8:45
  1. Salmon Pool – 1:17
  2. Solomon’s Atlantis Salmon – 2:08
  3. Swimming with the Salmon – 1:37
  4. King of the Fishes – 3:43
2. Aftaglid – 14:46
  1. Sun Moon Surfing – 1:36
  2. The Great Wave and the Boat of Hermes – 1:51
  3. The Silver Ladder – 0:40
  4. Astral Meadows – 2:01
  5. The Lafta Yoga Song – 2:42
  6. Glidding – 2:23
  7. The Golden Vibe/Outglid – 3:33

### Bonus-Titel 2007
1. Pentagrammaspin (2006 remix) – 7:46
2. Aftaglid (Original Power Trio backing track) – 13:00

## Stil
Das abwechslungsreiche Album ist meist instrumental und erinnert stilistisch in Vielem an Gongs Veröffentlichung aus der Zeit davor, bringt allerdings Hillages Gitarre mehr zur Geltung und ist trotz hippiesker Liedtexte ernster gehalten. Es gibt also Taktwechsel, Gitarrensoli und Keyboardflächen sowie jazzige und psychedelische Passagen. Fish Rising wird meist dem Canterbury Sound und dem Space Rock zugeordnet: „Angejazzter Spacerock im Canterbury-Stil, so könnte man das Ganze in Kurzform nennen“.

## Rezeption
Hillage selbst nennt Fish Rising sein „liebstes Soloalbum“. Chris Nickson von Allmusic bezeichnet es als „Erfolg“, Achim Breiling als „sehr erfrischende Scheibe und auch meiner Meinung nach die beste Solo-LP von Hillage“. Das eclipsed-Magazin nannte es 2005 ein „Weltkulturalbum“ und nahm es 2012 in seine Liste der 150 wichtigsten Prog-Alben auf.